# Jeannine Vanier
Pour les articles homonymes, voir Vanier.
Jeannine Vanier est une organiste, compositrice et pédagogue canadienne née le 21 août 1929 à Laval-des-Rapides, près de Montréal. Elle est décédée le 7 mars 2023, ses funérailles ont été célébrées à l’église St-André-Apôtre le 15 avril. 

## Biographie
Jeannine Vanier naît le 21 août 1929 à Laval-des-Rapides.
Aveugle de naissance, elle étudie à l'Institut Nazareth pour les jeunes aveugles et à l'Université de Montréal, où elle compte comme professeurs Jean Papineau-Couture et Clermont Pépin en composition, Jean Vallerand en histoire de la musique et orchestration, Conrad Letendre, Françoise Aubut et Georges Lindsay pour l'orgue.
Lauréate en 1949 d'un second prix de la Société Casavant, elle obtient en 1952 un prix du Collège royal canadien des organistes (en).
Comme interprète, elle est organiste titulaire à l'église Saint-Paul-de-la-Croix entre 1952 et 1974, puis dans diverses paroisses de Montréal : à Saint-Bernardin-de-Sienne en 1978, à Saint-Léon de Westmount de 1979 à 1981, à Saint-Casimir entre 1983 et 1985, à Saint-André-Apôtre depuis 1989.
En tant que pédagogue, Jeannine Vanier enseigne l'écriture et l'orgue à l'Institut Nazareth entre 1955 et 1970, puis la dictée et l'harmonie au clavier à l'Université de Montréal entre 1967 et 1983. 
Comme compositrice, elle obtient en 1959 le prix des Concerts Sarah-Fischer avec Cinq pièces pour enfants pour piano, et remporte en 1962 le concours CAMMAC (Canadian Amateur Musicians/Musiciens amateurs du Canada) avec une Fantaisie pour trois flûtes à bec.
Nombre de ses partitions manuscrites sont conservées à la Bibliothèque nationale du Québec, au sein du fonds Vanier.

## Œuvres
Parmi ses compositions, figurent :

### Musique religieuse
- Agnus Dei, pour 2 voix et orgue
- Ainsi soit-il, pour piano
- Annonciation, sur un texte d'Henri Ghéon, pour voix et piano (25 novembre 1955)
- Cantate du Centenaire de Nazareth (1861-1961), pour chœur mixte, cordes , flûte et piano, sur un texte d'Eva-Rose Boucher (octobre 1961)
- Dieu Créateur, Esprit divin, choral
- Les Cieux ravis, Panis angelicus, pour soprano, alto et orgue
- Les Cieux ravis, noël, pour voix et orgue
- Messe à 3 voix égales : Kyrie, Sanctus, Agnus
- O cor Amoris, pour 3 voix égales
- Panis Angelicus, pour soprano solo, alto, contralto, chœur et orgue
- Regina Caeli, pour 3 voix égales (mars 1954)

### Musique instrumentale
- Fugue à 4 voix
- Jours de pluie, Conte d'antan, Chansonnette, Colère du petit frère, pour piano
- Romance, Gavotte, pour piano (1939)
- Valse, Espiègle, pour piano
- Sonatine pour piano (1941)
- Quintette pour 2 violons, alto, violoncelle et contrebasse
- Réveil de Jeannot, Le Petit Garçon malade, pour piano
- Rondo pour violon
- Scherzo pour piano
- Sonate pour violon et piano
- Sonatine pour violon, alto et violoncelle
- Thème et variations pour violon
- Cinq pièces pour enfants, pour piano (1960), éd. Waterloo Music Company Montreal (1960)
- Fantaisie pour trois flûtes à bec (1962), éd. Berandol (1963)
- Petite danse, pour flûte, violon et violoncelle
- Petite symphonie, pour 2 violons et clarinette

### Musique vocale
- La Pluie, duo, sur un texte de Clara Lanctot (10 novembre 1955)
- Le Rat de ville, pour 2 voix
- Résignons-nous, pour 2 voix
- Les Roses de Sadi, pour voix et piano